# Drogo
Drogo ist ein mittelalterlicher männlicher Personenname, dessen Herkunft weitgehend ungeklärt ist.

## Vorname
- Drogo (Champagne) (um 670–708), Herzog der Champagne
- Drogo († nach 753), Sohn des fränkischen Hausmeiers Karlmann (Hausmeier)
- Drogo von Metz (801–855/856), Bischof von Metz
- Drogo (872/873–874), Sohn von Kaiser Karl dem Kahlen
- Drogo (Minden), Bischof von Minden (886–902)
- Drogo (Osnabrück) († 967), 949–967 Bischof von Osnabrück
- Drogo (zwischen 753 und 762 bezeugt), Gaugraf im Maingau
- Drogo (Apulien) († 1051), Graf von Apulien aus dem Geschlecht der Hauteville
- Drogo (Vexin), Graf

## Familienname
- Ferdinand Le Drogo (1903–1976), französischer Radrennfahrer
- Piero Drogo (1926–1973), italienischer Autorennfahrer und Karosseriebauer